# Ubaldo (kardynał S. Croce)
Ubaldo (zm. 1170) – włoski kardynał. Według XVI-wiecznego historyka Alphonso Chacóna należał do bolońskiej rodziny Caccianemici i był krewnym papieża Lucjusza II, nie ma jednak na to dowodów. Wiadomo, że przed nominacją był członkiem kongregacji kanoników regularnych San Frediano di Lucca. Lucjusz II mianował go kardynałem prezbiterem Santa Croce in Gerusalemme, prawdopodobnie w maju 1144 roku. Uczestniczył w papieskiej elekcji 1145, 1153, 1154 i 1159; w tej ostatniej poparł wybór papieża Aleksandra III i w 1162 roku był jednym z jego legatów na synodzie w Saint-Jean-de-Losne zwołanym przeciwko cesarzowi Fryderykowi I i popieranemu przez niego antypapieżowi. Od 1166 był protoprezbiterem Świętego Kolegium Kardynałów. Sygnował bulle papieskie między 28 czerwca 1144 a 12 września 1170; wkrótce po tej ostatniej dacie zmarł.